# Saldanha Bay

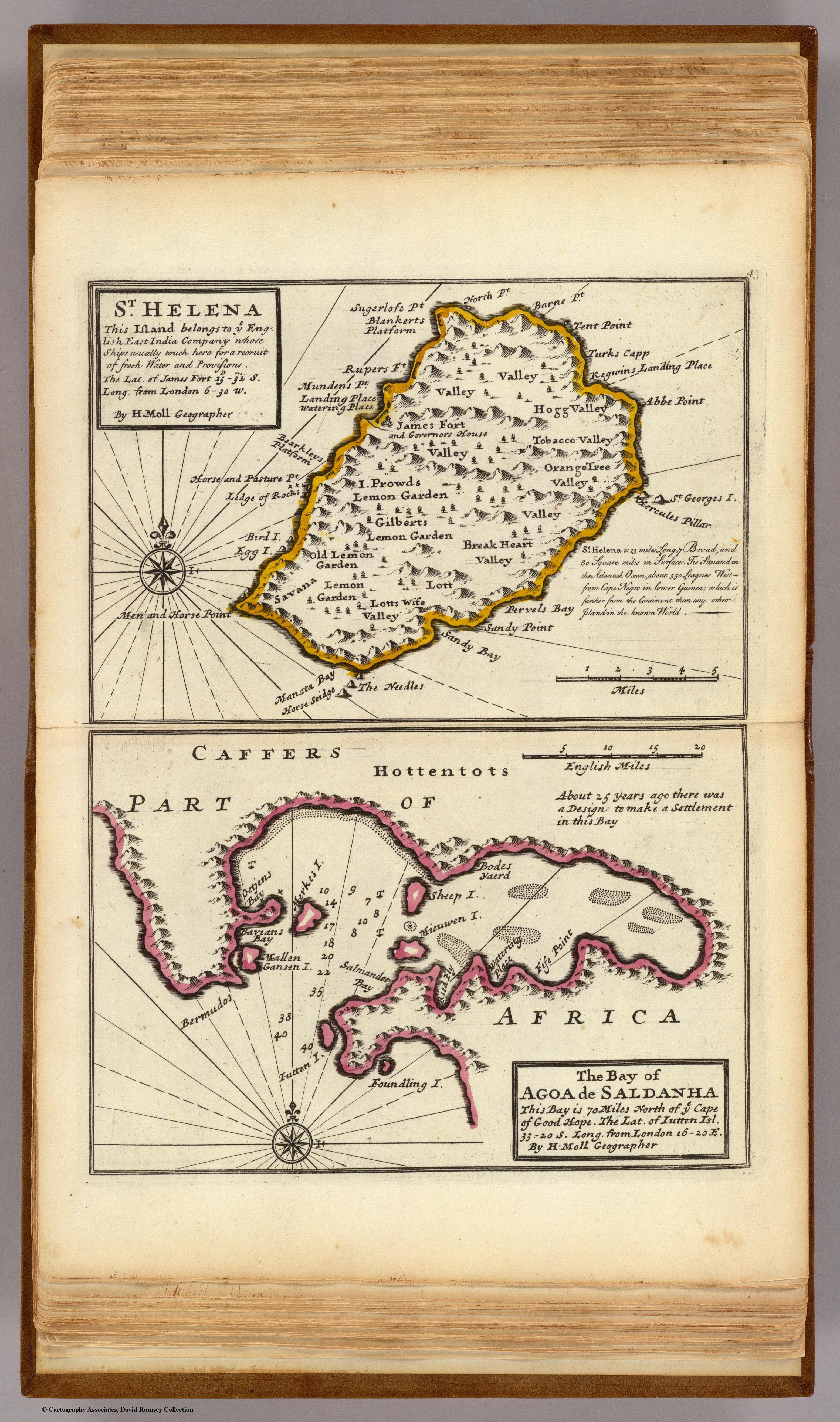
Karte der Bay of Agoa de Saldanha (unten), grenzkolorierter Kupferstich: Herman Moll (1736)

Die Saldanha Bay ist eine Bucht an der Südwestküste von Südafrika.

## Beschreibung
Sie bildet den größten und tiefsten natürlichen Hafen Südafrikas, der auch von großen Frachtschiffen mit einem Tiefgang bis 23 m angelaufen werden kann. Am nördlichen Ufer liegt die Stadt Saldanha.
Die Bucht ist teilweise durch einen 3,1 km langen künstlichen Wellenbrecher geschützt und kann daher auch bei schlechtem Wetter von Schiffen angelaufen werden.

## Geschichte
Die Bucht ist benannt nach dem portugiesischen Schiffskapitän António de Saldanha, der hier im Mai 1503 als erster Europäer an Land ging. Saldanhas Lotse unterlief ein Navigationsfehler, als er glaubte, das unter Seefahrern ungeliebte Kap der Guten Hoffnung bereits umsegelt zu haben. Sie landeten in der von ihnen benannten Agoada de Saldanha („Wasserstelle von Saldanha“). Am 1. März 1510 fiel hier der portugiesische Seefahrer Francisco de Almeida bei gewaltsamen Auseinandersetzungen mit den Khoi Khoi, getroffen von einem Wurfspieß der „Kaffern“. Die Kämpfe brachen aus, nachdem die Portugiesen den afrikanischen Bewohnern der Region des Tafelberges Vieh zur Fleischversorgung ihrer Schiffsbesatzungen geraubt hatten.
Eine dauerhafte portugiesische Präsenz entstand hieraus jedoch noch nicht. Im Jahr 1669 errichtete die Niederländische Ostindien-Kompanie in der Bucht einen kleinen Stützpunkt, um zu vermeiden, dass seitens Frankreichs dort eine vergleichbare Landnahme erfolgt. Diese Basis (als Oudepost I bezeichnet) bestand anfangs jedoch nur aus maximal zehn Personen. Im Jahr 1673 wurde dieser Außenposten von indigenen Khoikhoi zerstört und die gesamte Besatzung massakriert. Nach diesem Rückschlag errichteten die Niederländer erst im Jahr 1684 einen neuerlichen Stützpunkt in der Bucht, welcher fortan als Versorgungsbasis beziehungsweise für Zwischenstopps von Ostindienfahrern genutzt wurde.
Im April 1702 lief der Ostindienfahrer Merestein der Niederländischen Ostindien-Kompanie am Eingang zur Bucht auf ein Riff und sank. Von etwa 200 Menschen an Bord fanden 101 den Tod. In den 1970er Jahren wurden von einem südafrikanischen Taucherteam rund 15.000 Silbermünzen aus dem Wrack geborgen.
Zweimal kam es in der Saldanha Bay Ende des 18. Jahrhunderts zur Konfrontation zwischen der britischen Royal Navy und niederländischen Marineeinheiten, bei der sowohl 1781 als auch 1796 die Niederländer unterlagen (Kapitulation in der Saldanhabucht).
Zu einem Industriehafen, dem Port of Saldanha, entwickelte sich der nördliche Abschnitt der Bucht erst in den letzten Jahrzehnten, als es notwendig wurde, den Export des Eisenerzes aus der Provinz Nordkap zu erleichtern. Dieses erforderte den Bau der Bahnstrecke Sishen–Saldanha, einer mehr als 800 Kilometer langen Strecke zu den Gruben bei Sishen bzw. Kathu im Nordkap, und den Aufbau einer Hochseeanlegestelle in der Saldanha Bay. Seit September 1976 wurden bisher ungefähr 400 Millionen Tonnen Eisenerz über diesen Hafen verladen.
Galerie

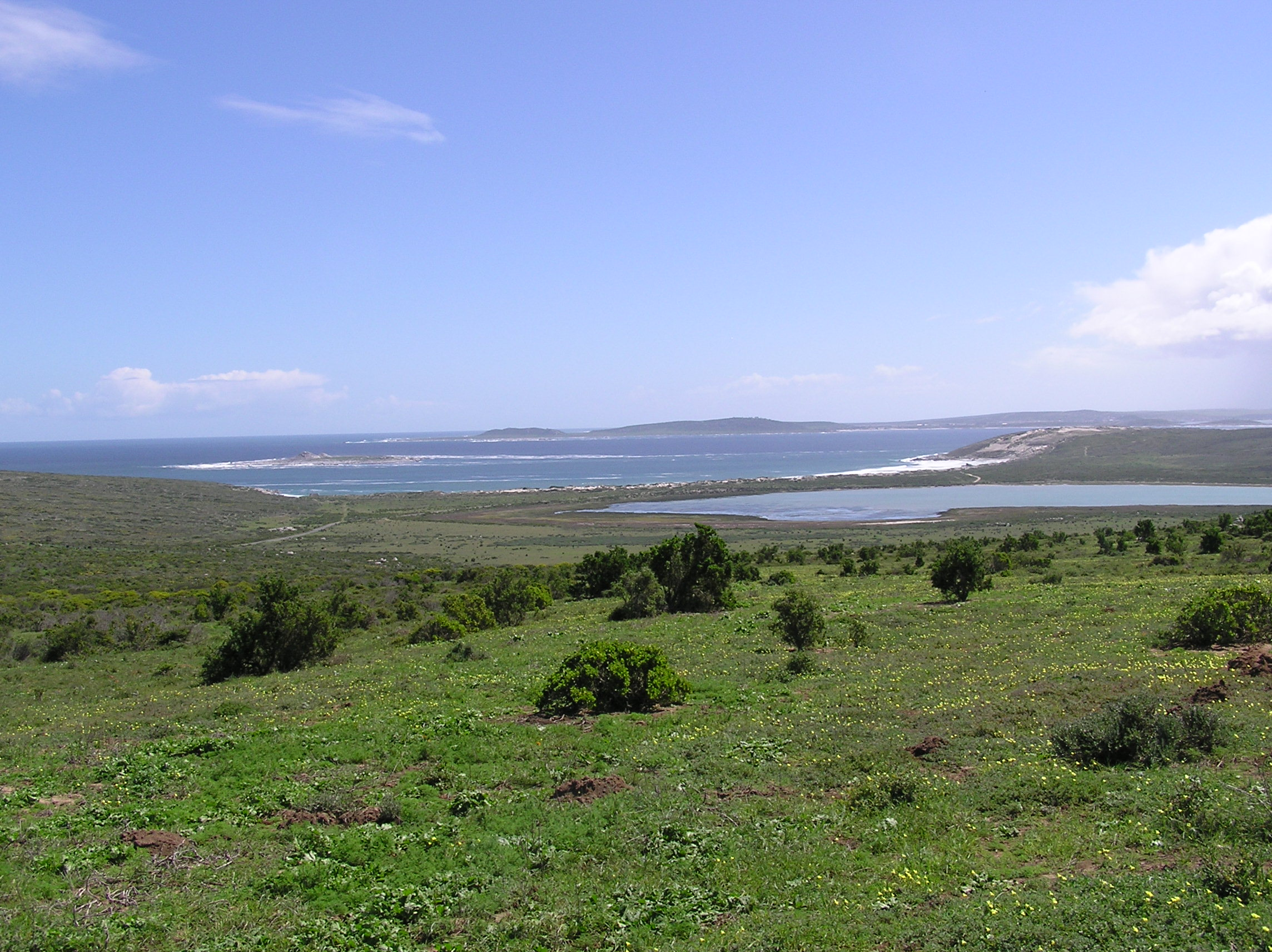
Blick von der Langebaan-Halbinsel zur Saldanha Bay
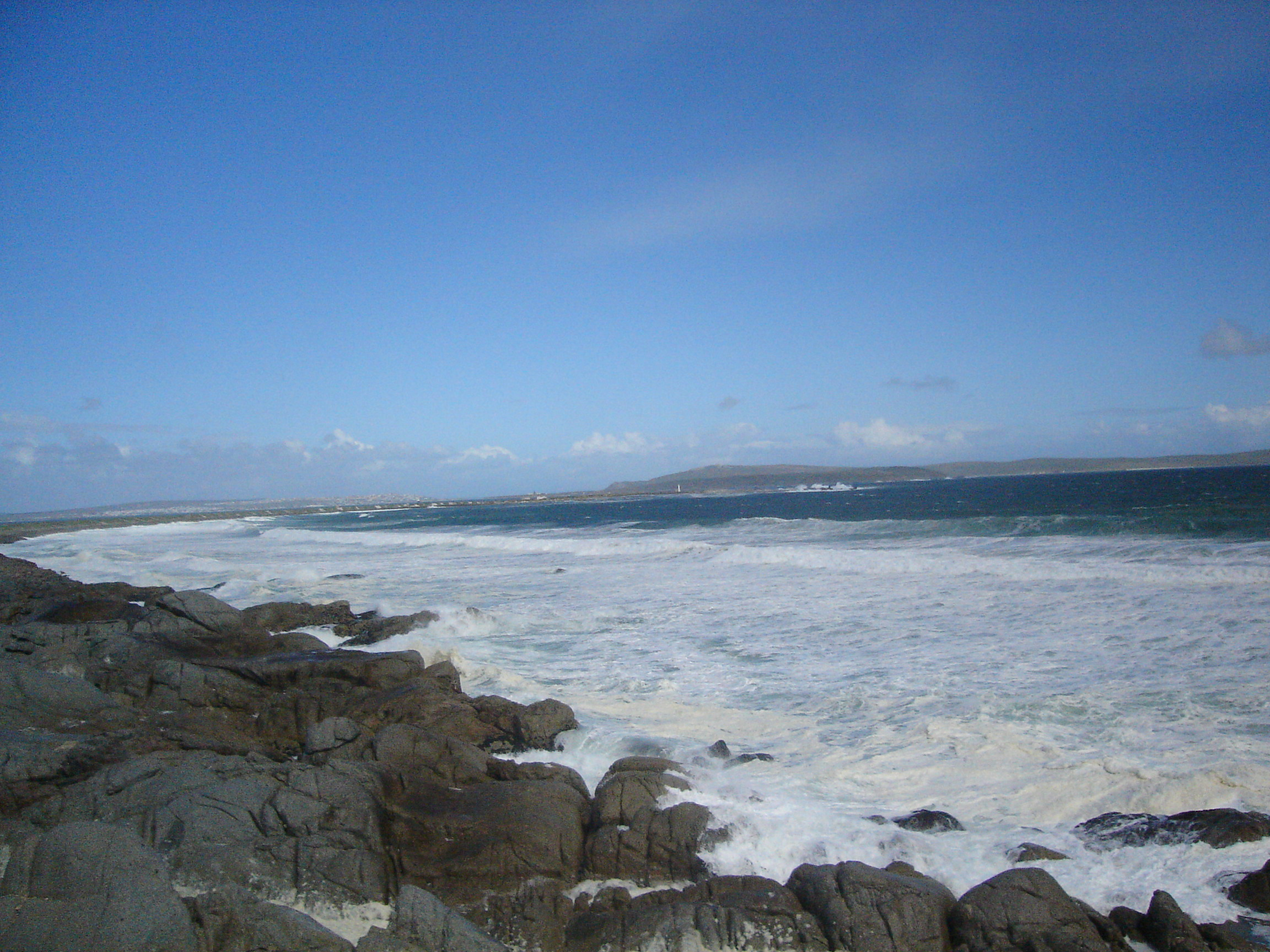
Einfahrt zur Saldanha Bay

## Hominine Fossilien
1997 wurde die Entdeckung von fossilen homininen Fußspuren zweier Individuen des archaischen Homo sapiens bekannt gegeben, die am Rande der sich südöstlich anschließenden Langebaan Lagoon entdeckt und auf ein Alter von 117.000 Jahren datiert worden waren. Rund 15 Kilometer östlich der Saldanha Bay war 1953 bereits das relativ gut erhaltenes Schädeldach Saldanha 1 von Homo rhodesiensis entdeckt worden.